# Terra de Graham

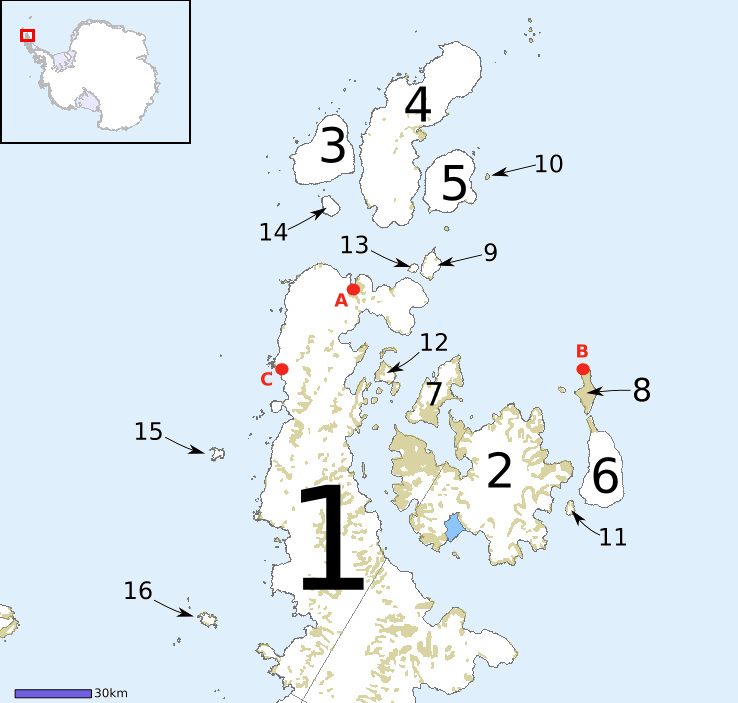
Part septentrional de la terra de Graham i les illes circumdants.
1 Península Antàrtica, 2 illa James Ross, 3 illa D'Urville, 4 illa Joinville, 5 illa Dundee, 6 illa Snow Hill, 7 illa Vega, 8 illa Seymour, 9 illa Andersson, 10 Illa Paulet, 11 illa Lockyer, 12 illa Eagle, 13 illa Jonassen, 14 illa Bransfield, 15 illa Astrolabe, 16 illa de ZigZag

La terra de Graham  és una porció de la Península Antàrtica al nord d'una recta que uneix Cap Jeremy i Cap Agassiz. La descripció de la terra de Graham és coherent amb l'acord de 1964 entre el Comitè de noms Antàrtics anglès i el Comitè assessor per als noms Antàrtics dels Estats Units, en el qual el nom de "Península Antàrtica" s'aprovava per a la península principal de l'Antàrtida, i els noms "terra de Graham" i Terra de Palmer per a les porcions del nord i del sud, respectivament.
La terra de Graham obté el seu nom de sir James R. G. Graham, primer Lord de l'Almirallat Britànic durant l'exploració de John Biscoe a la zona oest de la terra de Graham en 1832. És part del Territori Antàrtic Britànic.
Algunes de les illes de la Terra de Graham van ser batejades en expedicions com ara la provinent del municipi escocès de Dundee i de l'explorador norueg Carl Anton Larsen.
La terra de Graham és la zona del continent Antàrtic més propera a Amèrica del Sud.